# 龍城温泉
龍城温泉（たつきおんせん）は、かつて愛知県岡崎市田町35にあった銭湯（公衆浴場）。1925年（大正14年）創業。2021年（令和3年）4月から長期休業していたが、2024年（令和6年）には龍城さうな（たつきさうな）として営業を開始した。

## 歴史

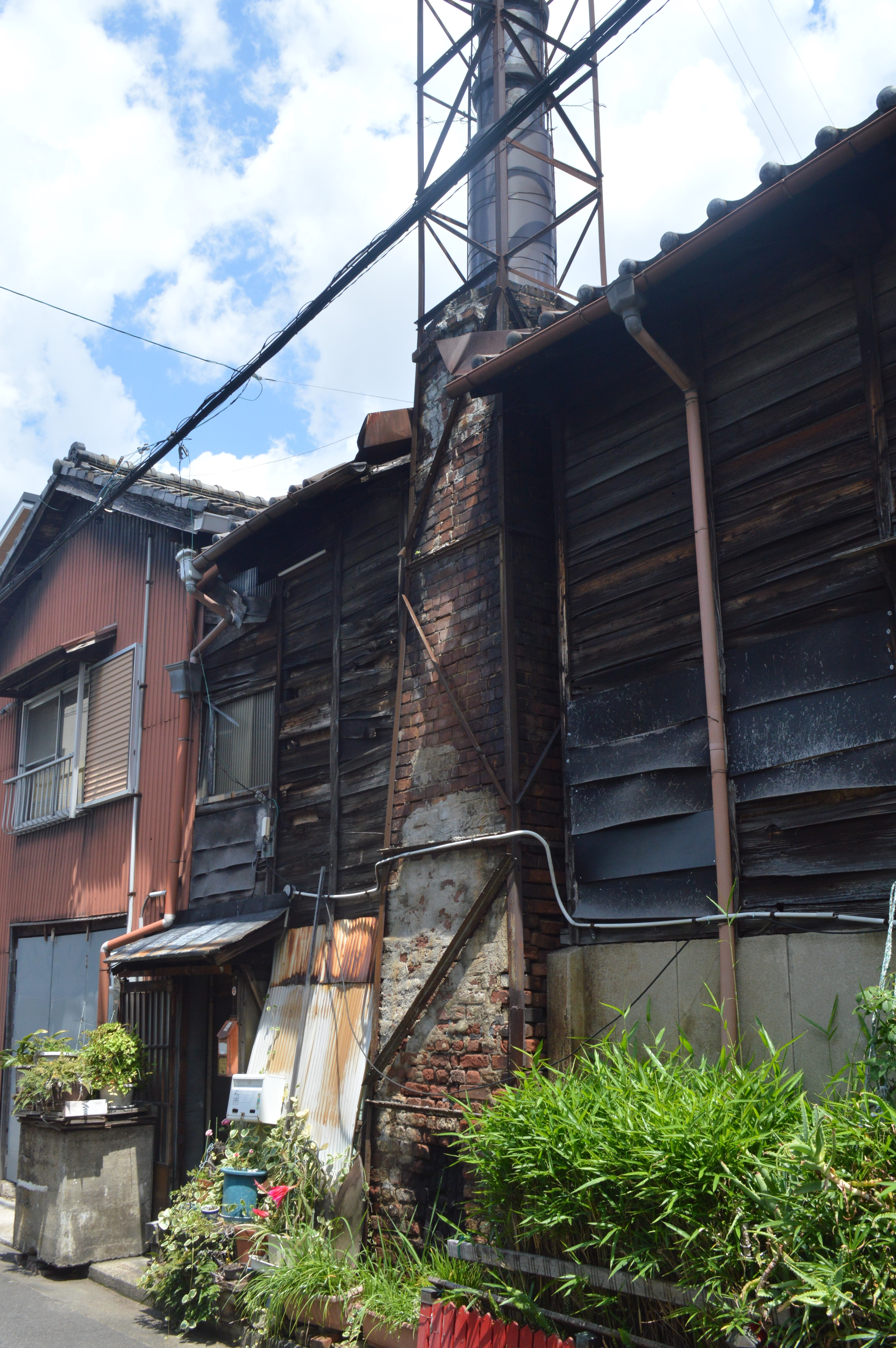
煙突

### 龍城温泉の創業
1925年（大正14年）に岡崎市田町に銭湯の龍城温泉が創業した。同年の岡崎市には21軒の銭湯があったとされる。戦前の田町には劇場の龍城座があったが、龍城座は1940年（昭和15年）9月2日に幡豆郡西尾町（現・西尾市）に移築されて西尾劇場となった。田町の南の板屋町には花街の龍城連があり、創業当初には龍城連の芸妓も龍城温泉を訪れた。

### 全盛期
豊橋市の人参湯（にんじん湯）に勤務していた藤井公人は、1960年（昭和35年）に龍城温泉の経営を継いで3代目の経営者となった。1963年（昭和38年）には藤井公人が三千代と結婚し、以後は夫妻で経営している。特に盛況だったのは1965年（昭和40年）から1970年（昭和45年）頃であり、昼の13時から深夜1時頃まで長時間の営業を行っていた。
龍城連から流れてくる客、近隣の長屋に住む家族など、昭和40年代には一日に150人以上の客を集めた。高度経済成長期には宿泊施設の客の団体利用があり、第2次ベビーブームの際には家族で訪れる客も多かった。1970年（昭和45年）頃の岡崎市には龍城温泉を含めて29軒の銭湯があった。1982年（昭和57年）時点の岡崎市には龍城温泉を含めて20軒の銭湯があったが、岡崎市街地で伊賀川より西にあるのは龍城温泉のみだった。同年時点では15時から23時30分まで営業しており、5日・15日・25日が休業日だった。

### 休業まで
2010年（平成22年）には経営者の藤井公人が大病を患って入院したが、家族の支援もあって休まずに営業し続けた。2013年（平成25年）時点の岡崎市には龍城温泉と伝馬通の花乃湯の2軒の銭湯があったが、2015年（平成27年）10月30日には花乃湯が廃業し、龍城温泉は岡崎市で唯一の銭湯となった。2017年（平成29年）時点の三河地方には龍城温泉のほかに、豊橋市に3軒、碧南市に1軒、蒲郡市に1軒の計6軒があった。同年時点では一日に約40人の客を集めていた。
2021年（令和3年）4月から、薪をくべる窯の不具合を理由に長期休業を余儀なくされている。2022年（令和4年）1月には龍城温泉ファンクラブが設立され、3月には撮影会や永山愛樹によるリサイタルなどのイベントを開催した。4月及び5月に龍城温泉の見学会を開催すると、見学会には東京や関西など遠方からも参加者が訪れた。7月には桂鷹治による寄席、8月には怪談会とビアホール、11月には菅沼翔也によるライブが行われた。

### サウナ施設として
休業が続いたこともあり、解体も予定されていたが、2022年11月に伊豫田家具興産株式会社が経営者と賃貸借契約を締結し、当面存続することとなった。その後ラグビーインフルエンサーとしても活動している増田遼太らが交渉し、リノベーションを行いサウナ施設に改装。2024年（令和6年）8月5日にサウナ施設の龍城さうなとして再開した。

## 特徴

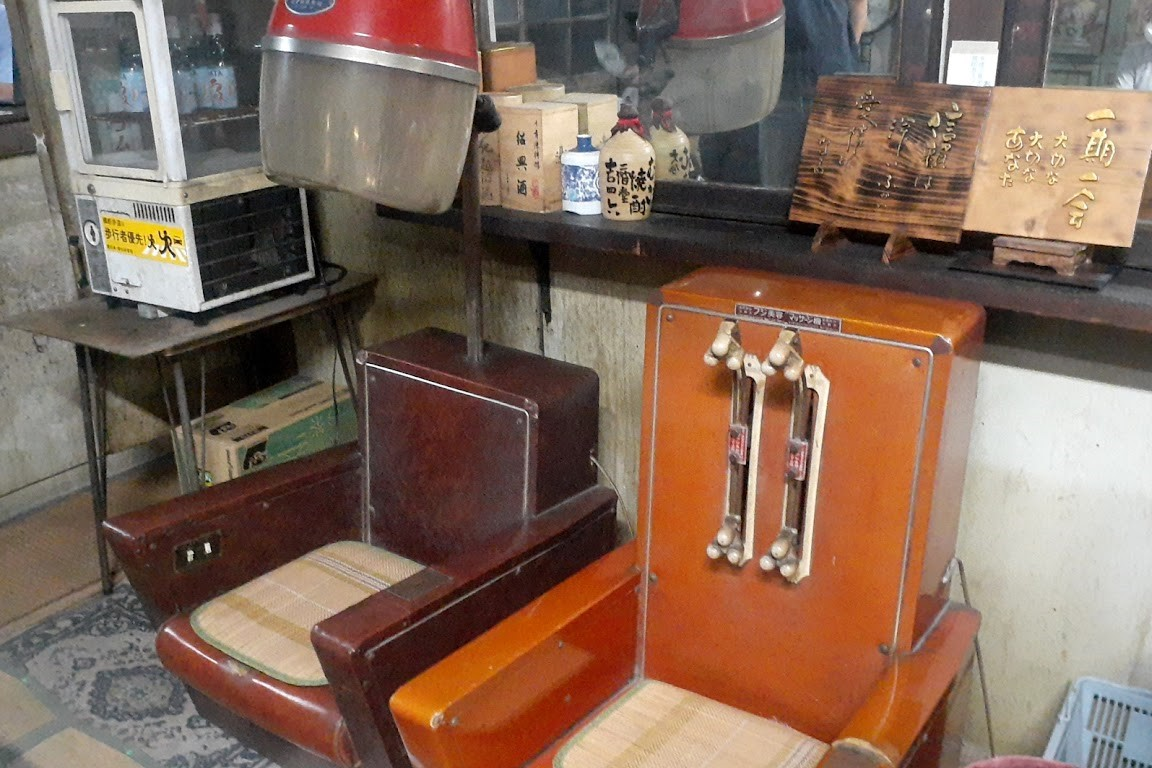
釜形ヘアドライヤーとマッサージ器

岡崎城の城下町にあり、入口は東海道に面している。2017年（平成29年）時点では客の大半が男性であり、女性は約1割に過ぎなかった。2017年にYouTuberの東海オンエアが訪れており、2010年代後半には口コミによって若い客が増えていた。
木製の脱衣箱には電気屋やうなぎ屋、診療所やクリーニング店など、昭和30年代の広告が描かれている。往時の釜型ヘアドライヤーやマッサージチェアは現在も使用されている。
浴室には中央部に大きな浴槽があり、奥には変わり湯とぬる湯の浴槽がある。両壁には蛇口とシャワーがある洗い場がある。薪で沸かしている湯の温度は熱めに設定している。浴室の壁面にはピンク色や緑色などのタイルが貼られている。

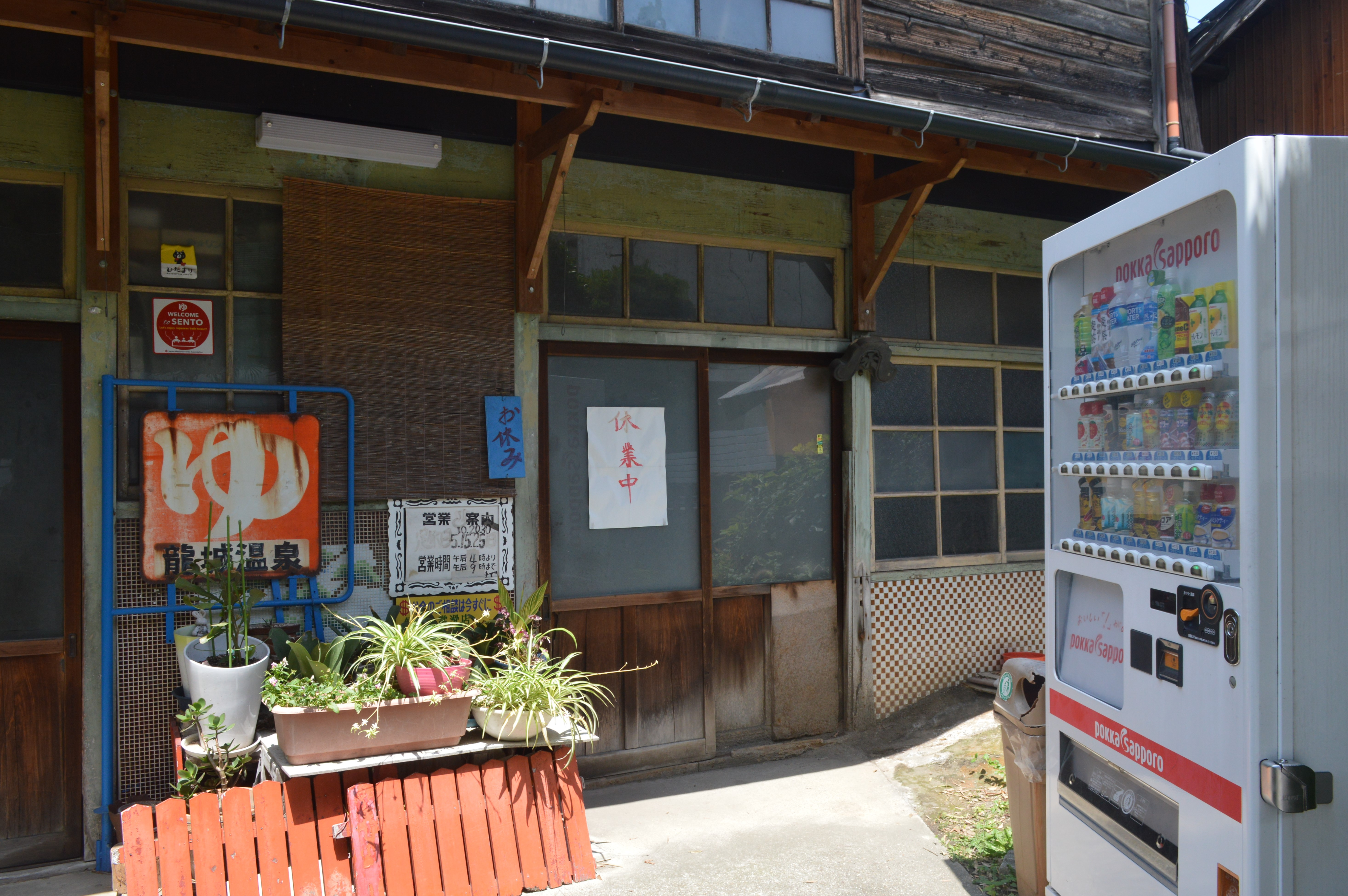
銭湯の入口（昼間）
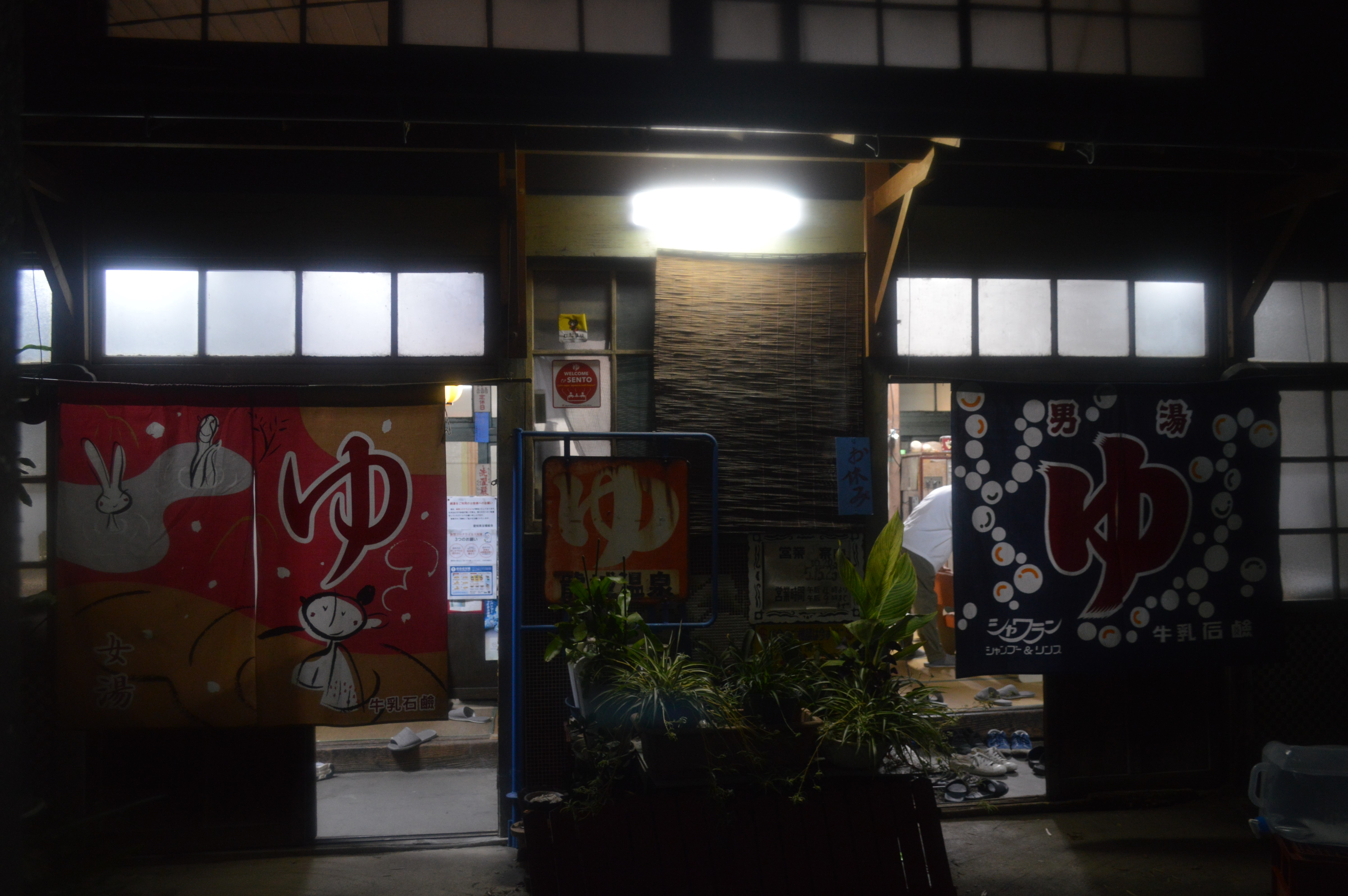
銭湯の入口（夜間）
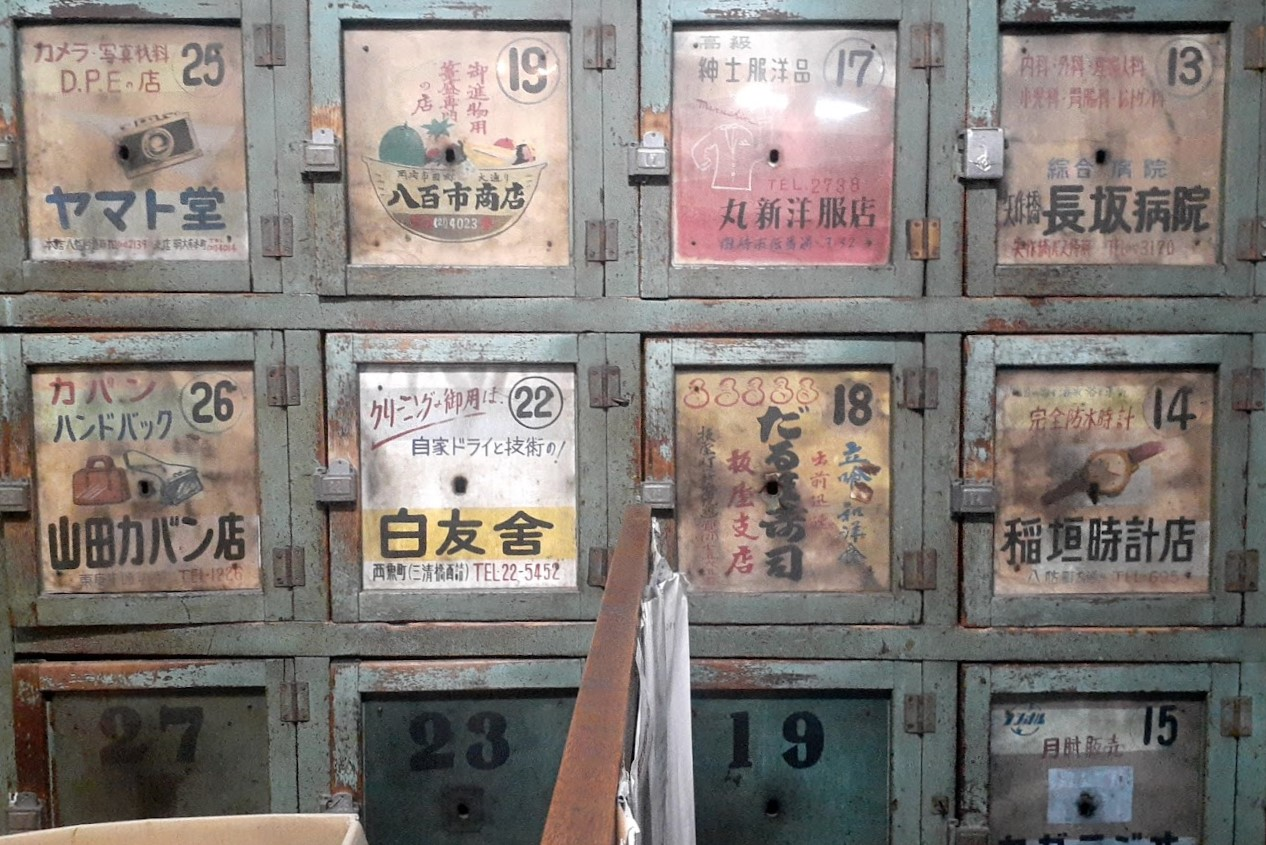
広告が描かれた脱衣箱
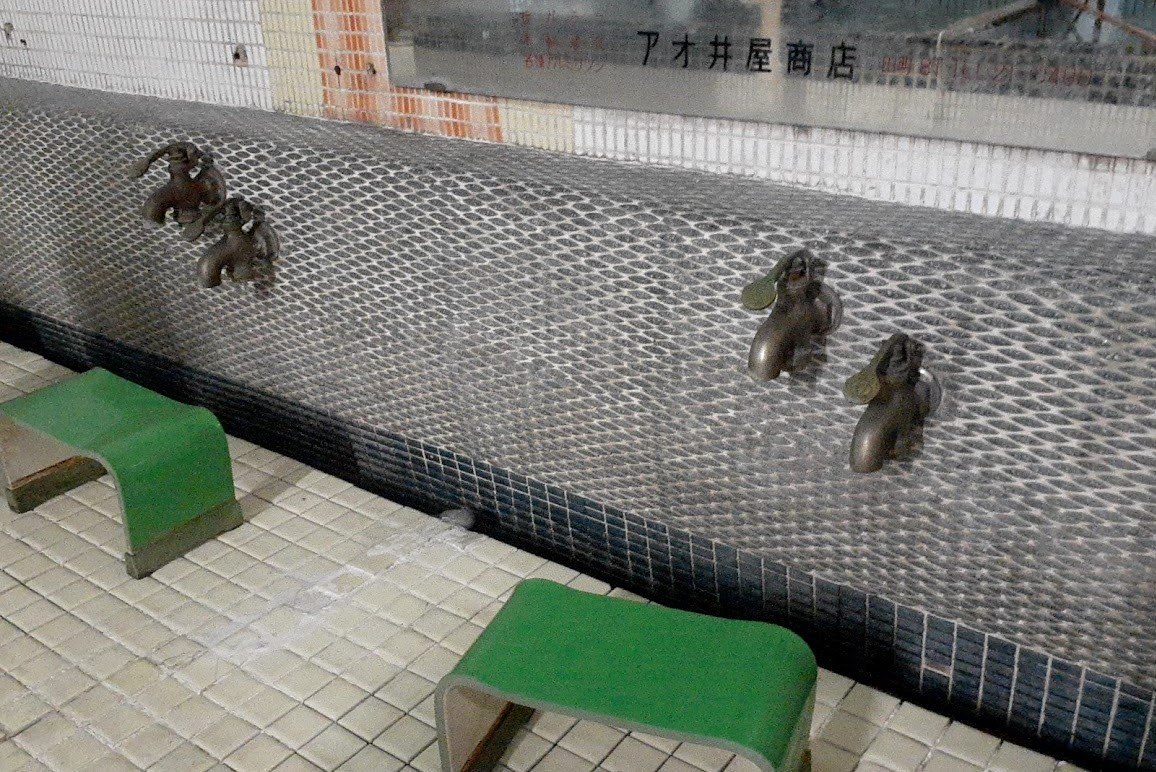
洗い場

## 利用案内
2017年時点
- 入湯料 - 中学生以上380円、小学生150円、未就学児70円[1][2]
- 営業時間 - 16時から21時[1][2]
- 休業日 - 毎月5日・10日・15日・20日・25日・30日[1][2]
- 駐車場 - 3台[1]